# Centro storico di Chieti
Il centro storico di Chieti si compone di 6 rioni storici (Porta Pescara o Santa Maria,  Civitella, Colle Gallo, San Paolo, Porta Monacisca o San Giovanni, Piano Sant'Angelo) più uno di antiche origini (Porta Sant'Anna), ma sviluppatosi nel Novecento, attuale quartiere Sacro Cuore.

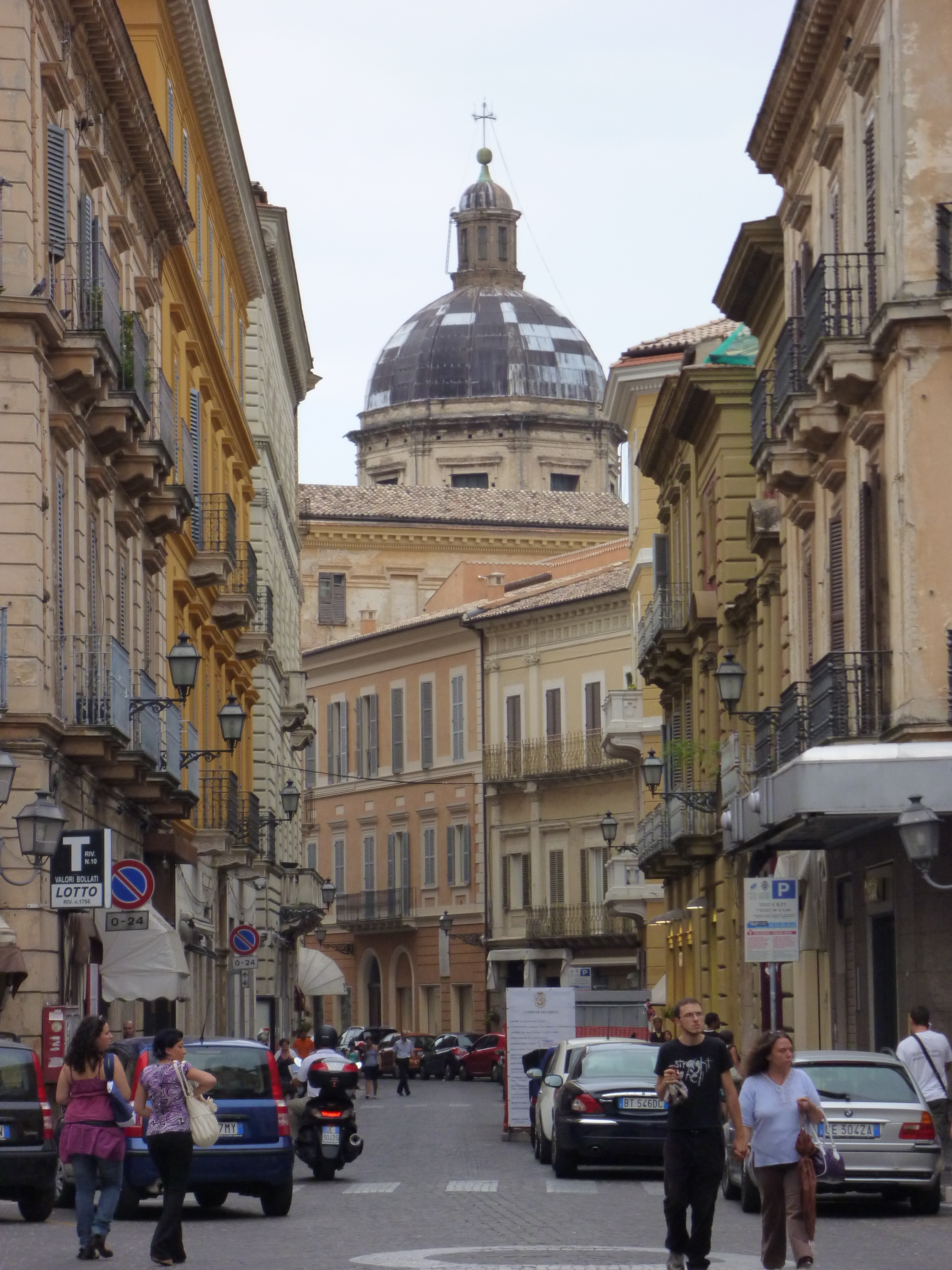
Il corso Marrucino all'altezza di piazza Giangabriele Valignani: la cupola della chiesa di San Francesco alle Scale

## Storia

### Teate romana
In breve, i rioni si svilupparono sopra l'antico abitato italico romano di Teate Marrucinorum, la capitale del popolo dei Marrucini, stanziati in villaggi nella piana del fiume Alento, sino alle pendici orientali della Maiella, avendo il centro 
principale  a Teate, condividendo il porto di Aternum (Pescara) con i Vestini ed i Frentani, per i traffici marittimi, punto di comunicazione nell'entroterra anche con la via Tiburtina Valeria.
L'abitato italico di Teate si estendeva lungo la strada consolare maggiore, dove passava il tratturo per raggiungere, dalla via Claudia Valeria, sia il porto di Aterno che la strada per le Puglie, vale a dire l'attuale Corso Marrucino, anticamente detto "strada Grande, nell'Ottocento anche corso "Ferdinando Galiani" sino al 1896 quando assunse con i lavori di risanamento l'attuale denominazione. Lungo il corso si trovavano le abitazioni patrizie e le botteghe commerciali, a poca distanza ad ovest si trovava il Foro, l'attuale piazza dei Tempietti, con i templi dedicati alla Triade Capitolina.
Prima della dominazione romana, Teate era sviluppata più in alto del corso e dell'area dei Tempietti, nell'area del colle della Civitella, dove si trovava la cittadella fortificata con l'acropoli e i templi dedicati alla Triade Italica a, uno di questi con la conquista romana, secondo gli storici patei Camarra e Nicolino, verrà dedicato all'eroe mitico Achille, che secondo la leggenda avrebbe fondato Teate in onore della madre Teti. Con l'arrivo dei romani e la nomina della città a municipium, l'area sacra di Teate si spostò nel I secolo a.C. più a valle, e sopra l'arx italica fu costruito l'anfiteatro della Civitella, ancora oggi in piedi.

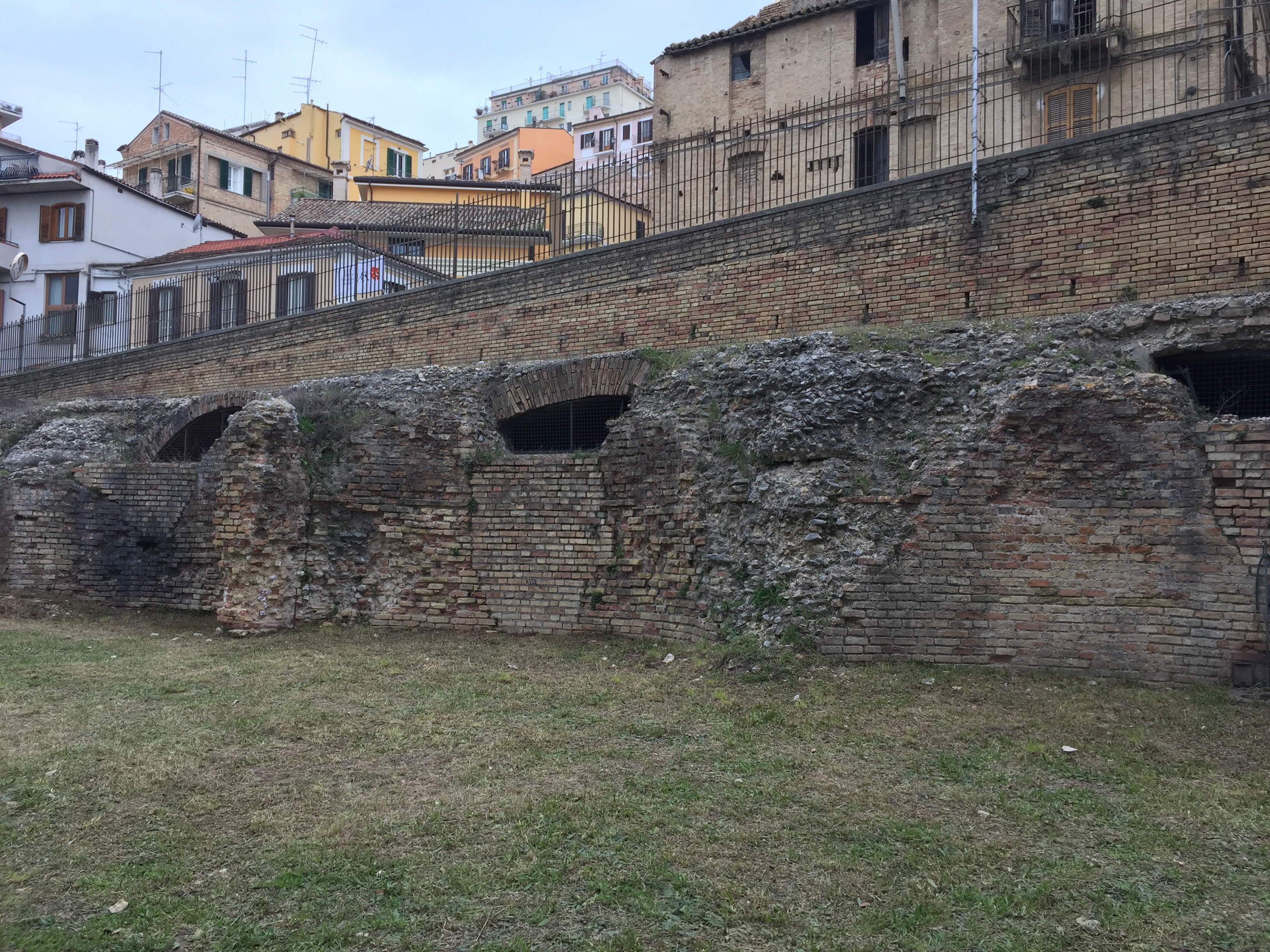
Cisterna romana, zona Civitella

I confini della città di Teate si trovavano pressappoco all'incrocio del corso Marrucino nord con la via Arniense e via dei Toppi, che discende nel quartiere di Santa Maria, zona inedificata all'epoca romana, dove si trovavano più che altro dei sepolcri, e che poi dal Medioevo (XIII-XIV secolo) diventerà uno dei quartieri più grandi, noto come "Teti Maggiore"; aree cimiteriali furono scoperte anche in due zone fuori le mura, nella parte sud-ovest nell'area della chiesa di Santa Maria Calvona (la necropoli popolare), e nell'area orientale della chiesa di Sant'Anna del cimitero, la necropoli dei patrizi.

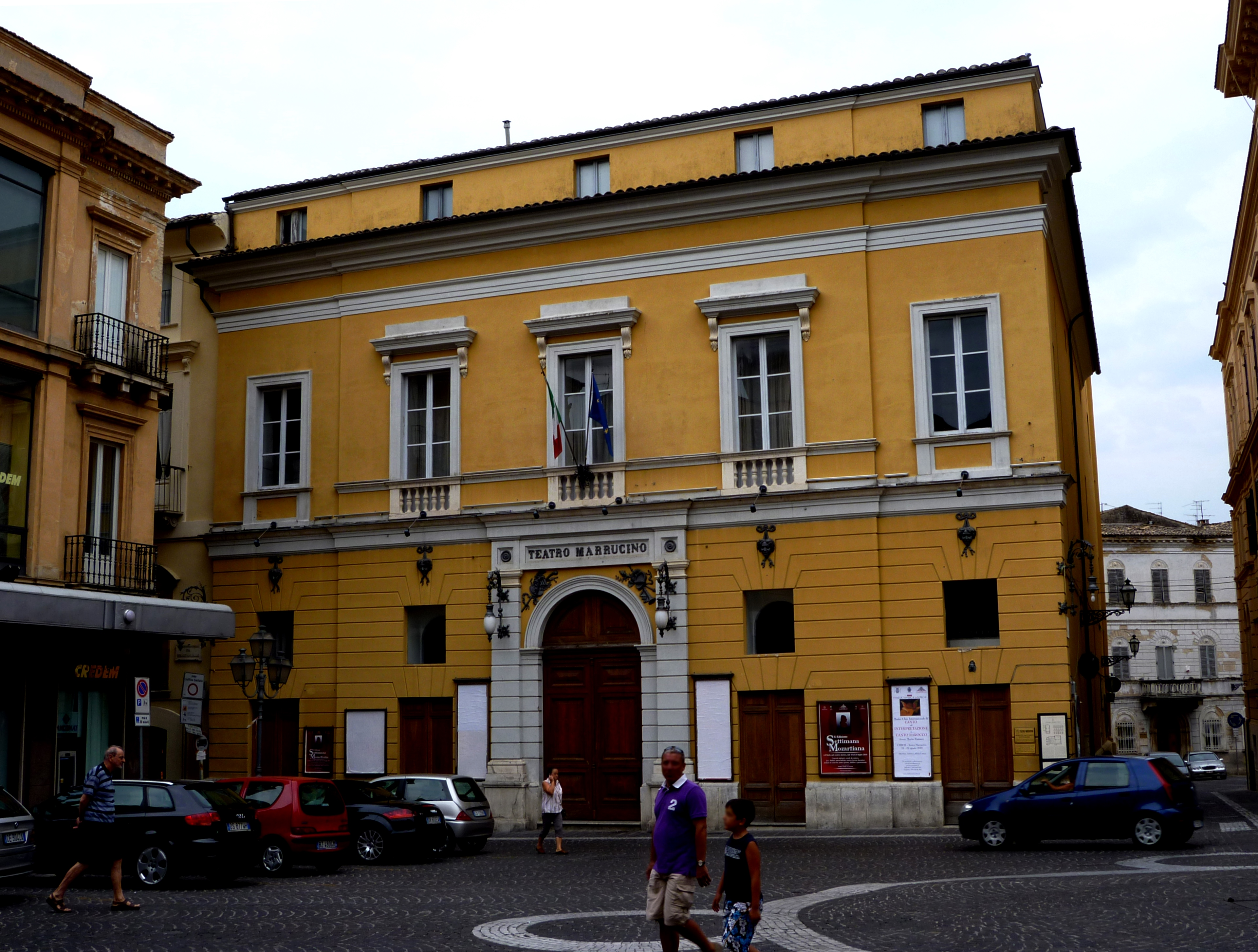
Teatro Marrucino, edificato nel 1813-18 sopra la chiesa di Sant'Ignazio dei Gesuiti

### Nuovi quartieri medievali a Chieti
Durante il dominio dei longobardi, poi dei franchi, dei normanni e degli angioini, Chieti vide la costruzione di vari piccoli nuclei fortificati attorno alla città romana di Teate: sorsero i quartieri di castello Trivigliano o di Santa Maria (come venne iniziato a chiamare dal XVII secolo per la presenza di un convento delle Clarisse) nell'area nord, tale rione secondo Nicolino era uno dei più popolari di Chieti, 
sviluppatosi nell'era angioina ed era nominato anche Teti Maggiore, il quartiere di colle San Paolo, presso l'area dei tempietti, un piccolo abitato franco-longobardo a impianto circolare (detto anche "pallonetto" nell'area dello storico Largo Taddei, oggi viale Silvio e Bertrando Spaventa, area dove la tradizione vuole si trovasse la casa del patrizio Asinio Pollione), qui il tempio maggiore dei Dioscuri fu riconsacrato a chiesa di San Pietro e San Paolo; a seguire il rione di Santa Caterina poi di San Gaetano con la Porta de Noculis, il rione di Colle Gallo (secondo Raffaele Bigi il nome deriverebbe dalla presenza di una villa del patrizio Asino Gallo, nipote di Pollione, che avrebbe dato il nome anche alla cinta fortificata di Porta Gallo poi Porta Zunica), sorto nell'altura periferica occidentale, sopra una basilica romana o secondo Camarra in tempio dedicato a Marte, dove venne eretta la prima cattedrale di Chieti, dedicata a Santa Maria, in seguito a San Tommaso, e poi solo nell'XI secolo al patrono San Giustino da Chieti.
A seguire sorsero il rione di Porta Monacisca ad oriente, dove si trovava la chiesa di San Giovanni dei Cavalieri di Malta (per questo è detto anche quartiere San Giovanni), nell'area dell'anfiteatro della Civitella sorse il rione della Fiera con il complesso monumentale di Santa Maria dei Celestini alla Civitella,  una porta di accesso a ovest (Porta Napoli) e a sud dall'orto dell'ex convento di Sant'Andrea nel XV secolo, accanto alla chiesa della Trinità,  e un'altra porta scomparsa delle mura,  all'incrocio del corso Marrucino con viale Spaventa, detta Portello San Nicola .
Infine il rione più recente fu il quartiere del Piano Sant'Angelo (piazza Matteotti), detto "Terranova" perché edificato in più fasi a partire da un abitato longobardo con una chiesa di san Michele in piazza Matteotti,  ampliatosi poi coi monasteri di Sant'Antonio,  delle Clarisse, e delle Benedettine dell'Annunziata.
Questo piccolo rione, composto da orti e aree inedificate, cinto dalle mura di piazza Matteotti, via Nicola da Guardiagrele col torrione,  porta Sant'Anna e piazza Garibaldi, si collegava al rione Trivigliano mediante via Santa Lucia e Porta Pescara. L'accesso al quartiere avveniva da est, da una porta con due torri, oggi scomparsa,  chiamata Porta Sant'Anna.

### Caratteristiche dei quartieri e le mura

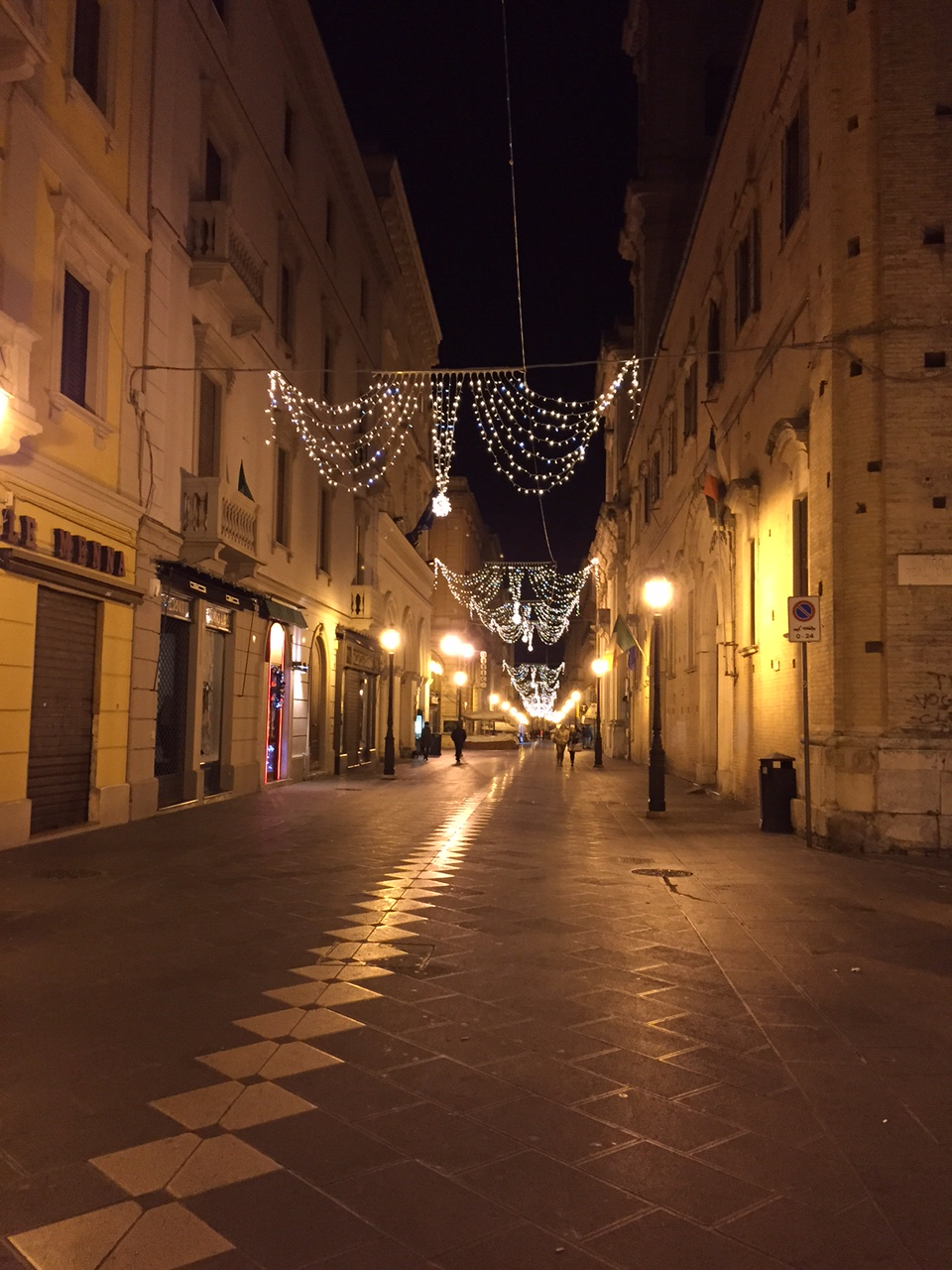
Corso Marrucino di notte

Il punto baricentrico della vita sociale, politica e religiosa, presto divenne, dal XV secolo, il Largo del Pozzo, oggi piazza Giangabriele Valignani, così chiamato per la presenza di un pozzo italico sacro, oggi interrato, situato nel punto esatto della fontana luminosa costruita nel 2010. Vi convergono i rioni di Colle Gallo, San Giovanni mediante l'ex via Ulpia (il prolungamento a nord del corso Marrucino, zona chiesa di San Francesco d'Assisi), e Colle San Paolo, mediante il corso Marrucino vero e proprio, e l'ara dello storico palazzo dei Valignani di Vacri e dell'ex convento dei Domenicani, rispettivamente occupati, dal 1920 circa dalla sede della Banca d'Italia, e dal Palazzo della Provincia. Nel XV secolo doveva inoltre già esistere il palazzo arcivescovile, come dimostra la torre del 1470 voluta dal vescovo Nicolantonio Valignano.
Il centro di Chieti era ben munito di mura, che circondavano tutto il perimetro, partendo dall'area di San Giustino, con 9 porte, di cui oggi rimane in piedi solo Porta Pescara, nel rione Santa Maria. la piazza Grande, poi dal 1860 Piazza Vittorio Emanuele, e di nuovo durante il fascismo piazza San Giustino, era il centro religioso principale della città, con la cattedrale, il palazzo del Capitano Regio (oggi occupato dal neogotico palazzo di Giustizia), e il palazzo dei Valignani, poi trasformato nell'Ottocento nel palazzo d'Achille, sede municipale sino al 2009.
Le mura partivano proprio da questa piazza, con Porta Gallo poi Porta Zunica, e andando in senso antioriario, circondavano le aree di Largo Cavallerizza, viale Asinio Herio, con ingresso al rione San Gaetano, viale G. Salvatore Pianell con ingresso alla Civutella dal teatro romano, mediante la scomparsa Porta Napoli, circonvallazione di tutto il colle dell'anfiteatro romano e dell'ex convento di Santa Maria dei Celestini, ridiscendendo in via Nicoletto Vernia, arrivano in piazza Trento e Trieste, con la chiesa della Santissima Trinità, e la scomparsa porta Sant'Andrea, di cui rimane un torrione inglobato nella chiesa; una piccola porta, portello San Nicola, immetteva al corso Marrucino, lungo la fascia orientale del centro storico, le mura seguivano l'ex via Orientale, oggi via Principessa di Piemonte, con ingresso murario a Porta Monacisca, scomparso, presso la chiesa di Materdomini, risalendo in seguito, il tratto murario, di cui oggi sono visibili vari resti inglobati nelle case costruitevi sopra, compiva la circonvallazione di viale Papa Giovanni XXIII, e via delle Terme Romane, con un piccolo ingresso nello spiazzo di Sant'Angelo, oggi piazza Matteotti, continuando presso l'orto murato dell'ex convento della Maddalena (via Nicola da Guardiagrele), e terminando all'ingresso di via Arniense da porta Sant'Anna, scomparsa, nell'area di piazza Garibaldi, costituitasi nella seconda metà dell'Ottocento, con la costruzione della caserma militare "Vittorio Emanuele II", poi dedicata al Tenente Francesco Spinucci.
La parte settentrionale del percorso murario, seguiva il muro dell'orto dei Cappuccini, seguendo via Federico Salomone, e poi via Silvino Olivieri a Porta Pescara, dall'ingresso tardo settecentesco realizzato come gabella del dazio per il pesce proveniente appunto da Pescara, poiché l'arco angioino del XIII secolo si trova più arretrato nelle mura, inglobato tra i palazzi settecenteschi, tra cui palazzo Toppi-Sanità-Spatocco. Continuando il percorso lungo la circonferenza del rione Santa Maria, le mura incontravano un secondo accesso in Largo Porta Santa Maria, presso l'ex convento, poi divenuto la caserma Pierantoni, e risalivano sino a Porta Bocciacia (scomparsa), che dava sbocco sul Largo Cavallerizza venendo da via Arniense, per tornare alla Porta Gallo, poi dal XVII secolo Port Zunica con i "tre archi" per il principale accesso a piazza San Giutino.
Questa porta a tre archi venne demolita nel 1894 per permettere il passaggio del tram della filovia alla principale stazione di piazza Vittorio Emanuele (cioè piazza San Giustino), presso il palazzo Sirolli, appunto davanti al sagrato di San Giustino.

### Le antiche porte di Chieti

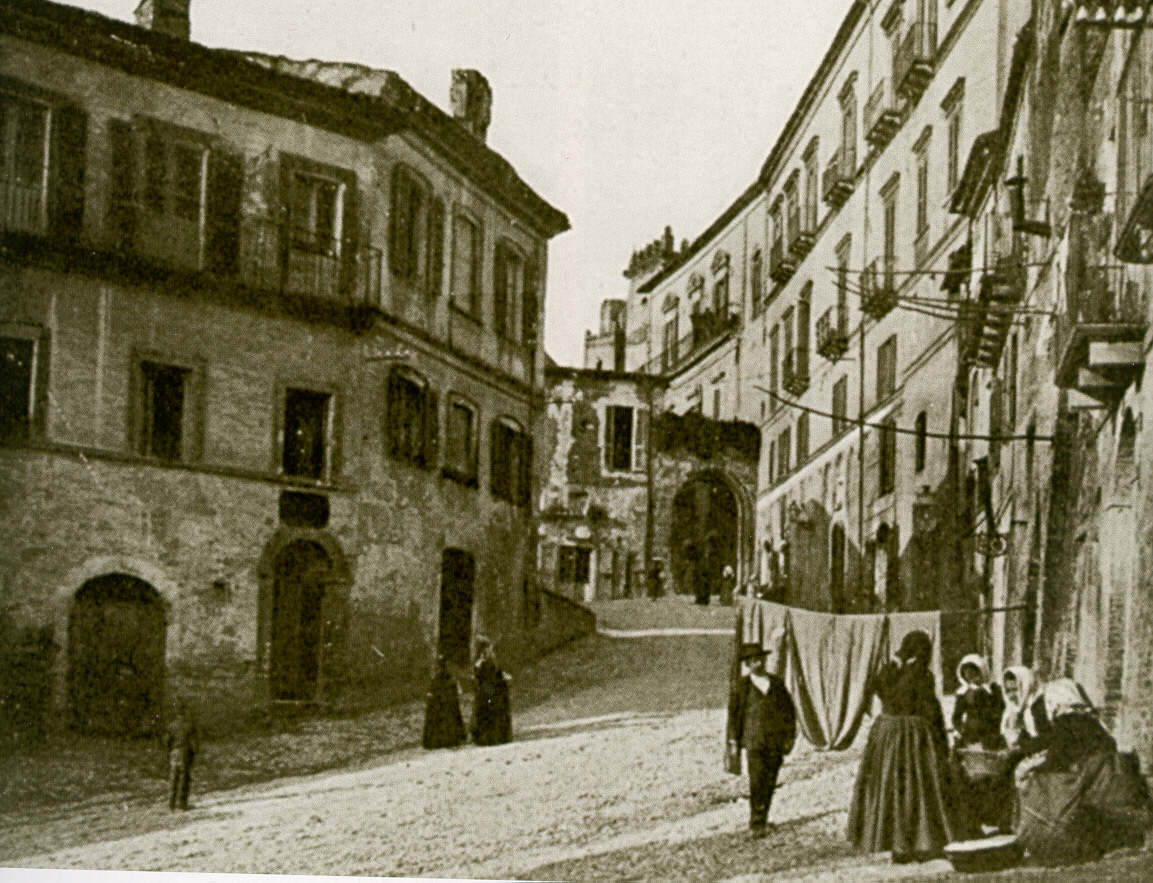
Porta Pescara nel 1921

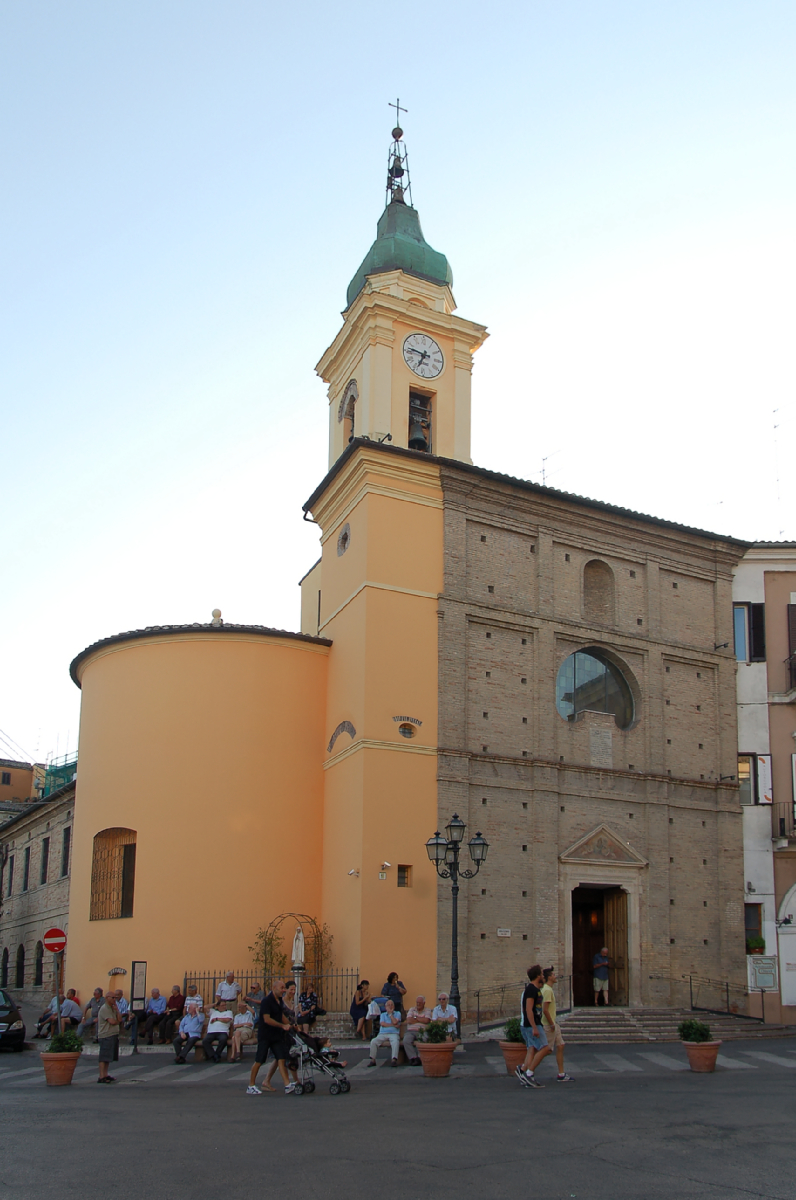
Chiesa della Santissima Trinità: la cappella laterale a pianta circolare era un torrione di Porta Sant'Andrea

Le porte maggiori in tutto erano 9, più alcuni accessi secondari. Di queste sopravvive solo Porta Pescara:
- Porta Pescara - via di Porta Pescara (rione Trivigliano): è l'unica porta che sopravvive, la cinta muraria storica con la porta, era più arretrata rispetto all'attuale circonvallazione di via S. Olivieri[8]. L'arco gotico è tipico del XIII secolo con elementi angioini, un arco ogivale con la cornice incassato in una mostra in conci di pietra squadrati, che forse alla sommità aveva delle merlature. Nel XVIII secolo una seconda porta più monumentale, con l'allargamento del quartiere di Santa Maria, fu realizzata come nuovo ingresso. La seconda porta fu usata come gabella per il pagamento del dazio del pescare proveniente dell'Adriatico, e da Pescara. La porta è un monumentale arco a tutto sesto incassato in una mostra elaborata in laterizio, ai fianchi dell'arco si trovano due coppie di paraste a capitello dorico, che sorreggono una trabeazione aggettante con la cornice marcapiano, il secondo livello della porta ha due cuspidi piramidali angolari, il corpo centrale è ristretto, presenta un orologio centrale realizzato nel primo Novecento, in quanto prima era una semplice meridiana. Questo corpo si conclude con timpano triangolare.
- Porta Santa Maria (Largo di Porta Santa Maria, presso la caserma Pierantoni, rione Trivigliano): questa porta era la seconda del quartiere, insieme a Porta Pescara. Non si hanno descrizioni o immagini, sicché è difficile stabilire che aspetto avesse. Era l'accesso più settentrionale, dotato sempre di una gabella del dazio, e di un sistema fortificato a guardia del convento di Santa Maria. Demolita nel XIX secolo, rimase il toponimo.
- Porta Sant'Andrea o delle Tre Croci (Piazza Trento e Trieste): è così chiamata perché vi si accedeva dalla piana dell'ex convento di Sant'Andrea degli Zoccolanti, trasformato nel XIX secolo in ospedale militare e caserma Bucciante, e incluso nella villa comunale ottocentesca. La chiesa della Santissima Trinità era una cappella, che nel 1456 venne incorporata nelle mura del rione Civitella o Fiera, quando il camerlengo Mascio Alucci fece costruire due grandi torrioni cilindrici che includevano nel mezzo una porta, a demilitare un nuovo accesso alla città; su una torre fu inciso HOC OPUS FECIT FIERI MASIUS ALUSIUS CAMERARIUS CIVITATIS THEATINAE. 1456[9]. Cambiò nome anche in "porta di Santa Croce" per la presenza della chiesa della Santissima Trinità. Nel XIX secolo ci furono delle demolizioni, e così uno dei due torrioni, che doveva trovarsi all'inizio di via IV Novembre, dall'accesso del Seminario pontificio "San Pio X", andò demolito. L'altro torrione cilindrico rimase attaccato alla chiesa. Ci fu un progetto di ricostruzione della porta in stile monumentale, con uno spazio per tre archi di ingresso, tra i due torrioni, ma non se ne fece nulla. Sempre in questi anni l'ex torrione viene adibito alla cappella della Misericordia della chiesa.

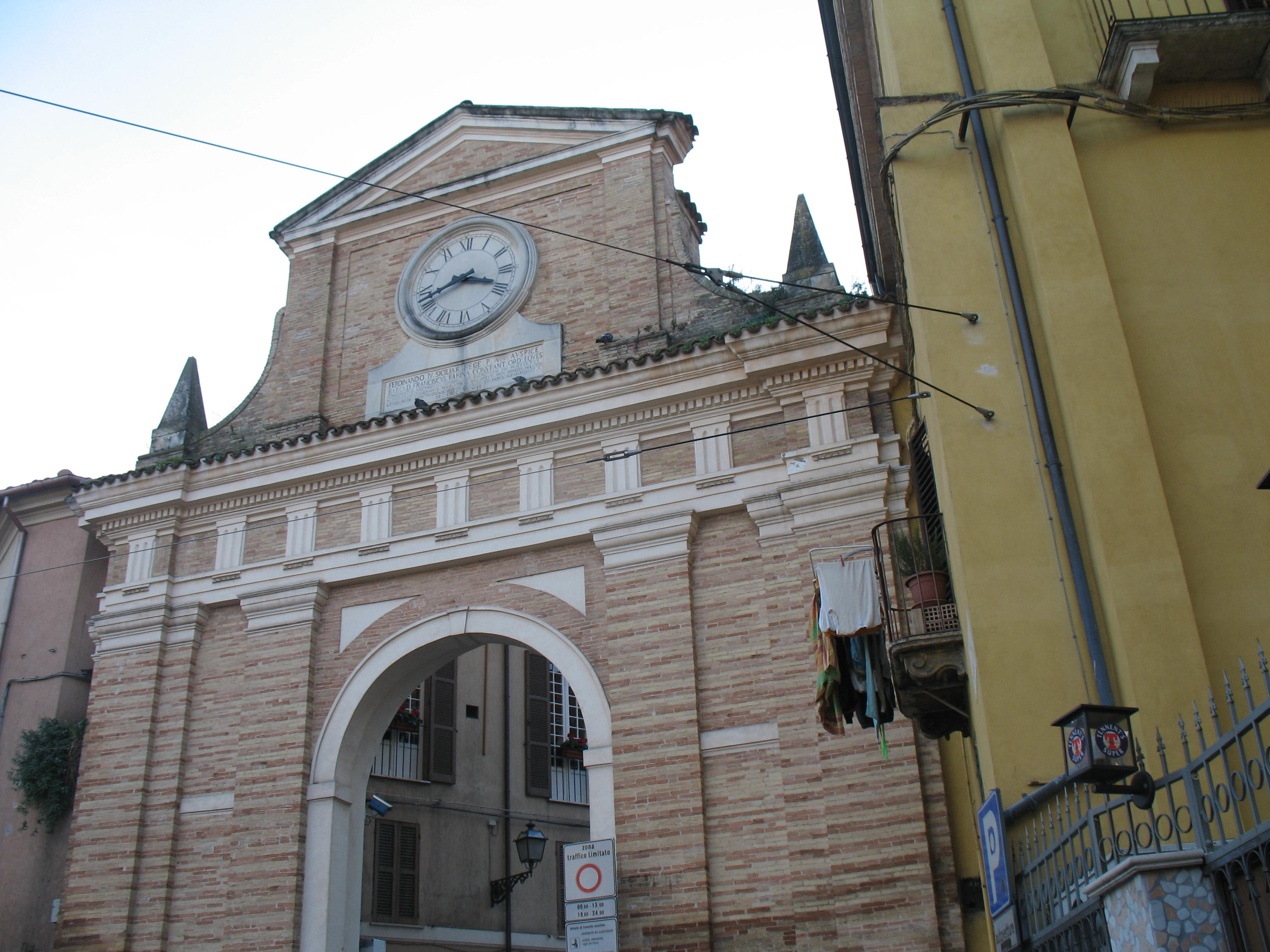
Porta Pescara, la costruzione settecentesca che precede quella medievale

- Porta Reale (o porta Napoli, via di Porta Napoli, presso il teatro romano): rimane attualmente solo un frammento di muro, allo sbocco di via di Porta Napoli su viale G. Salvatore Pianell. Era così chiamata per l'accesso provenendo dalla strada di Napoli, già nella prima metà del XIX secolo non esisteva più.
- Porta Santa Caterina (via Asinio Herio, imbocco al quartiere San Gaetano): detta anche "porta di un solo occhio", cioè accesso. Introduceva da nord al piccolo rione San Gaetano o di Santa Caterina (dal nome della chiesa), collegato direttamente al Colle San Paolo. Non si hanno immagini per comprenderne l'aspetto, si trovava proprio all'ingresso della scalinata di via Giacinto Vitacolonna.
- Porta Zunica (Largo Cavallerizza, aveva tre archi, demolita nel 1894, permetteva l'accesso a Piazza San Giustino): in origine era detta Porta Gallo, dal nome dell'altura sopra cui fu eretta la Cattedrale di Chieti. Nel XVII secolo la porta fu ricostruita dal Governatore Giuseppe Zunica e venne chiamata appunto Porta Zunica, sicché nei primi anni dell'Ottocento fu rifatta in stile neoclassico, come era visibile ancora in fotografie del tardo XIX secolo: tre archi a tutto sesto, e muratura in bugnato liscio, avevano ormai più una funzione decorativa che militare, e siccome l'accesso alla Piazza Grande (poi piazza Vittorio Emanuele e attualmente reintitolata a San Giustino) era reso difficoltoso, anche dalla presenza di altri palazzi, tra cui la vecchia Casa del Capitano di Giustizia, nel 1894 fu demolita. Oggi rimane l'unico grande spazio di accesso alla piazza, tra il neogotico Palazzo di Giustizia e il neorinascimentale Palazzo Mezzanotte.
- Porta Bocciaia (sbocco di via Arniense al Largo Cavallerizza): secondo alcuni la porta doveva trovarsi allo sbocco di via dei Crociferi, ma non ci sono immagini sufficienti e disegni per comprendere l'esatta collocazione. Era la seconda porta minore di accesso al Colle Gallo.
- Porta Sant'Angelo o Sant'Anna (Piano Sant'Angelo): ugualmente non si hanno abbastanza fonti per stabilire che aspetto avesse. Alcuni sostengono che questo rione avesse due accessi: uno minore posto su piazza Matteotti, vendo da viale Papa Giovanni XXIII, posto accanto a una cappella dedicata a San Michele, mentre l'accesso principale da est avveniva dalla via Boreale (oggi via Alessandro Valignani), all'altezza di piazza Garibaldi, all'imbocco di via Arniense. Demolita già nel XIX secolo, fu realizzata una torretta di guardia in stile neogotico, collegata alla Caserma "Vittorio Emanuele" (oggi F. Spinucci), più che altro per gestire il traffico delle merci, che a scopo militare.
- Portello San Nicola (ingresso al corso Marrucino, stava presso la via omonima): demolita nella metà dell'Ottocento, era un accesso minore al corso Marrucino, provenendo da piazza Trento e Trieste.
- Porta Monacisca o San Giovanni (via di Porta Monacisca); non si sa molto sull'aspetto di questa porta, resta solo una parte del basamento della colonna, accanto alla chiesa di Materdomini, di cui era a difesa, benché la chiesa preesistente sia andata distrutta nel 1959 a causa dei danni della guerra. La porta è così chiamata perché introduceva al rione di San Giovanni, precisamente alla parte per cui si arrivava a Largo del Pozzo (oggi piazza Giangabriele Valignani), dove si trovava lo scomparso monastero di San Giovanni dei Cavalieri di Malta, demolito intorno al 1876.

## I rioni

### Rione Civitella o della Fiera

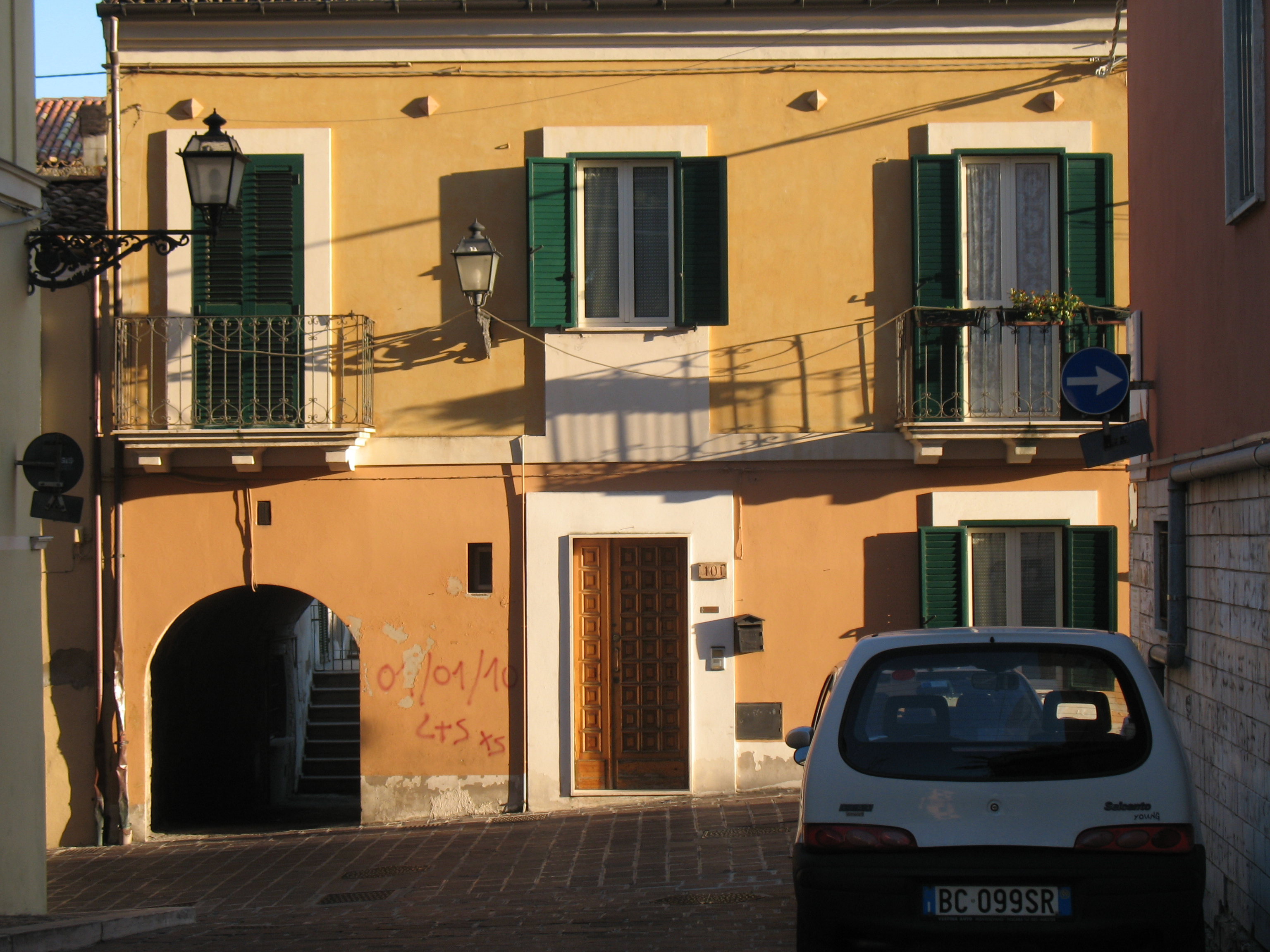
Una casa su via Ravizza, zona della Civutella

Il quartiere ha il perimetro ripartito tra via Silvio e Bertrando Spaventa, creata negli anni '30 per separare il Colle San Paolo dalla Civitella, demolendo varie case dell'ex Largo Taddeo, la Circonvallazione G. Salvatore Pianell, che abbraccia tutta l'area dell'anfiteatro e di via Porta Napoli, e ridiscende da via Nicoletto Vernia a Piazza Trento e Trieste, dove si accede al Corso Marrucino, e si incontra la chiesa della Trinità, con la cappella del Sacramento ricavata da una delle torri dell'ex Porta Santa Croce. L'area imponente della villa comunale è compresa invece tra via Raffaele Paolucci, viale IV Novembre, via della Liberazione, via Umberto Ricci e via XXIV Maggio.

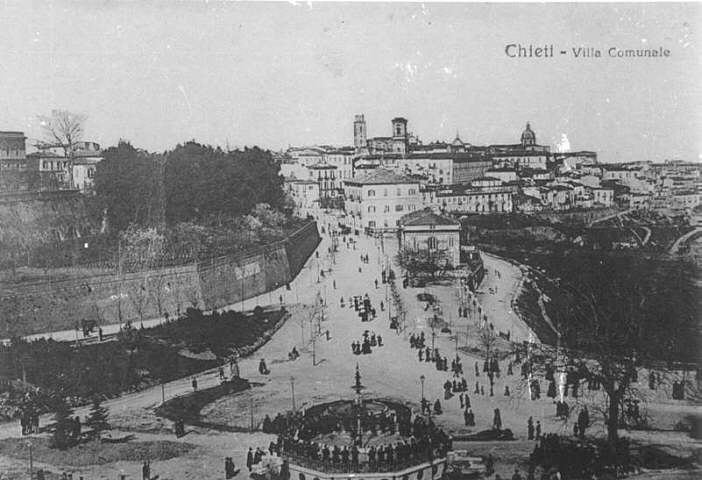
Foto storica della villa comunale, panorama di Chieti, dalla villa del barone Frigerj

Il toponimo di Fiera Dentro riguarda l'area compresa tra le mura, dunque via G. Salvatore Pianell, via G. Ravizza, via San Rocco, via Porta Napoli, via Vincenzo Zecca, via Carlo de Tocco, via Rossetti, via dei Celestini. La Fiera Fuori invece occupa l'area di Piazza Trento e Trieste, via N. Vernia, viale IV Novembre e via della Liberazione, nonché la parte sud del Corso Marrucino, che collimava col Portello San Nicola, nella via omonima. La Civitella è uno dei quartieri di Chieti che meglio si conserva a carattere architettonico, nonostante gli sventramenti d'epoca tardo ottocentesca e fascista, che hanno interessato soprattutto l'area di Colle San Paolo, partendo dall'inizio di via Ravizza, all'incrocio con via Silvio e Bertrando Spaventa, per la costruzione di due palazzi di ingresso monumentale, del Palazzo delle Poste, e dell'ex Biblioteca provinciale"Angelo Camillo De Meis". Altre case sono state demolite nei primi anni del Novecento per riportare alla luce lo storico teatro romano di via Porta Napoli.
Fori piazza Trento e Trieste si trova il viale IV Novembre, che termina in piazza Mazzini, dove si trova la villa comunale realizzata nell'Ottocento dall'ex podere del convento di Sant'Andrea degli Osservanti, che era stato adibito a ospedale militare con la caserma Bucciante. La villa è una delle più grandi e belle d'Abruzzo, caratterizzata da stagni, la fontana in ghisa monumentale, la villa del barone Frigerj, dal 1984 sede del Museo Archeologico Nazionale d'Abruzzo, la villa Nolli, sede del Pontificio seminario interregionale "San Pio X", e l'ex Palazzo OND, sede del Museo universitario di scienze biologiche.
I luoghi di interesse:

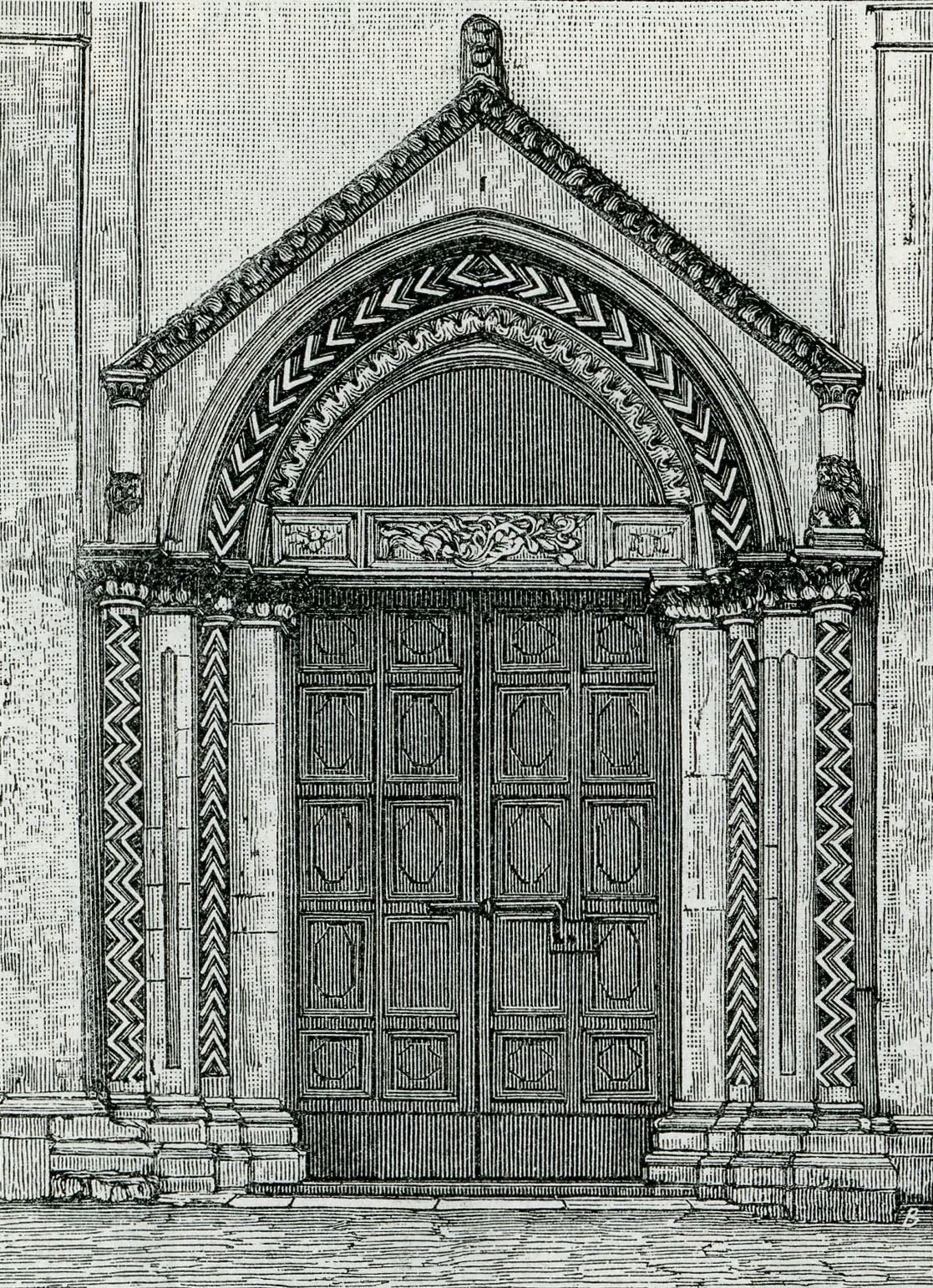
Incisione ottocentesca del portale gotico della chiesa di Santa Maria della Civitella, sede del monastero dei Celestini, poi dei Carmelitani, attualmente delle suore Orsoline

- Anfiteatro romano e Museo archeologico La Civitella - via dei Celestini
- Chiesa di Santa Maria della Civitella o del Carmine - via Ravizza, area dell'anfiteatro
- Chiesa della Congregazione Figlie di San Giuseppe, o di Ognissanti - via Ravizza
- Torre ex chiesa di San Rocco - via San Rocco
- Palazzo Lepri-Monaco La Valletta - via N. Vernia
- Chiesa della Santissima Trinità
- Museo universitario di scienze biomediche presso l'ex Palazzo OND - viale IV Novembre
- Seminario Pontificio Regionale "San Pio X" - Piazza Trento e Trieste
- Teatro romano - via di Porta Napoli
- Villino Giuliante - via G. Salvatore Pianell, opera neogotica di Felicetto Giuliante
- Villa del Barone Frigerj - Sede del Museo Archeologico Nazionale d'Abruzzo - via Costanzi
- Ex Caserma Bucciante del convento di Sant'Andrea - via Costanzi
- Fontanone monumentale in ghisa - Piazza Mazzini

### Rione Colle San Paolo

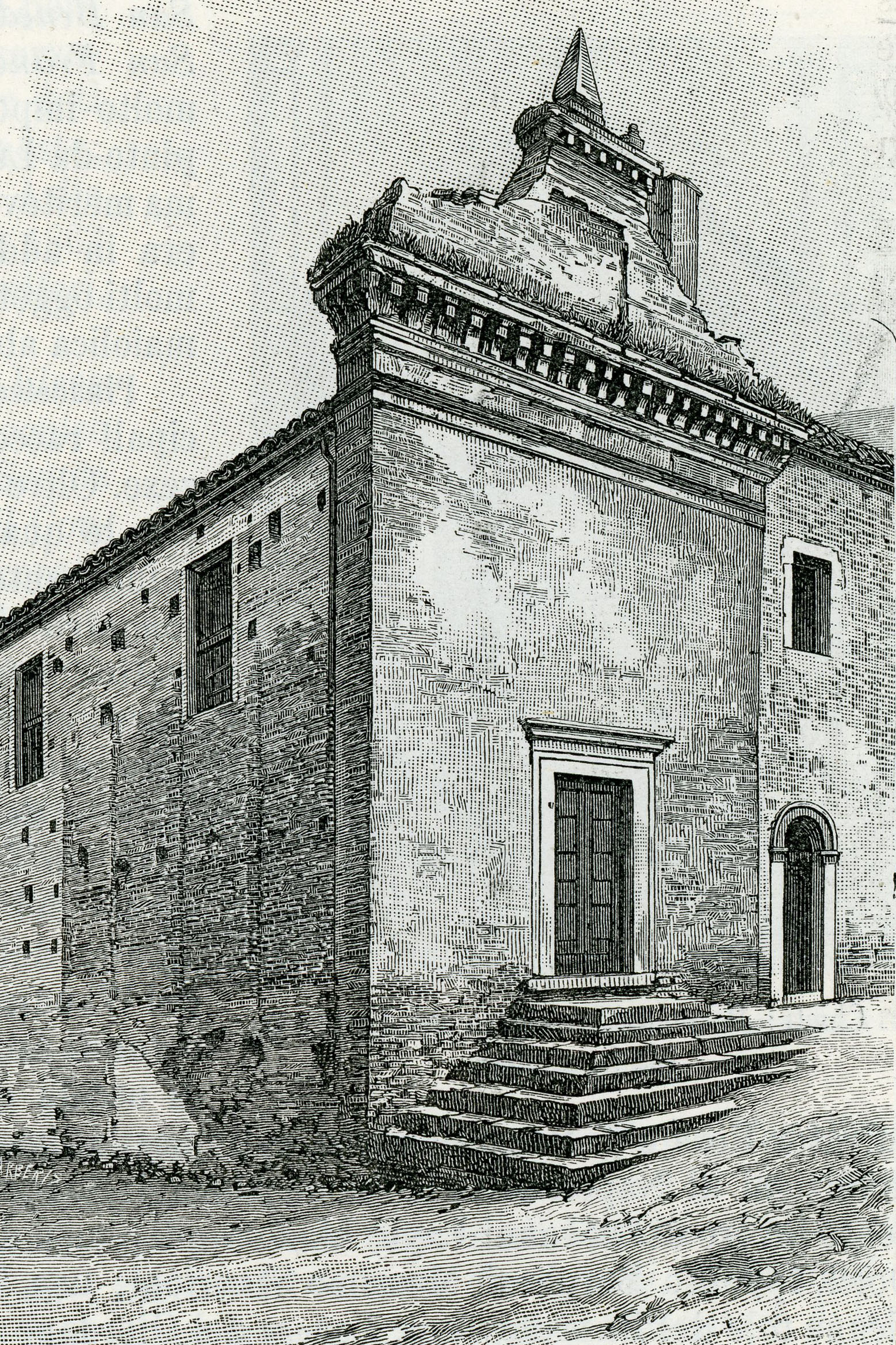
Incisione ottocentesca della chiesa di San Paolo, realizzata nel Medioevo sopra il tempio maggiore dei Dioscuri, ristrutturato nel 1927, dopo la sconsacrazione

In origine, sopra la città romana, precisamente presso il Foro (Piazza Tempietti, ex Largo Marco Vezio Marcello), sorse in epoca longobarda l'abitato fortificato di San Paolo, attorno alla chiesa omonima ricavata dal tempio dei Dioscuri, ripristinato nel 1927; altri due piccoli nuclei, rione Santa Caterina e rione San Nicola si vennero a costituire attorno a questo agglomerato, nel XVIII secolo risultavano perfettamente fusi con questo, mentre in posizione separata, sul Colle Gallo, sorse la Cattedrale di San Giustino, insieme all'omonima piazza, anch'essa con una storia a sé, la quale oggi è ben collegata con questo quartiere mediante la strada dell'Arcivescovado.
Dalla piazza dei Tempietti, luogo baricentrico, il quartiere vede il perimetro murario in via Asinio Herio, via dei Vezii, via Silvio e Bertrando Spaventa, che sino agli anni '50 era una zona inedificata, occupata da un vistoso rialzo della collina, poi spianato; poi il quartiere vedeva una diramazione nel piccolo rione San Gaetano, e nel rione San Nicola, quasi interamente distrutto negli anni '30 per la costruzione del Palazzo delle Poste, si affacciava poi a oriente sulla strada Grande, ossia il Corso Marrucino, in piazza Giambattista Vico, dove si trovava la chiesa di Sant'Anna con il Collegio degli Scolopi, attualmente la chiesa di San Domenico nuovo con il convitto Nazionale "Giambattista Vico", ridenominato dopo l'unità d'Italia, infine seguendo il corso, il quartiere aveva il confine occidentale sul Largo del Pozzo, mediante il palazzo Lepri (oggi sostituito dall'ex UPIM) e la torre del palazzo arcivescovile. A nord-ovest, confinava con il Colle Gallo, con la cattedrale di San Giustino.

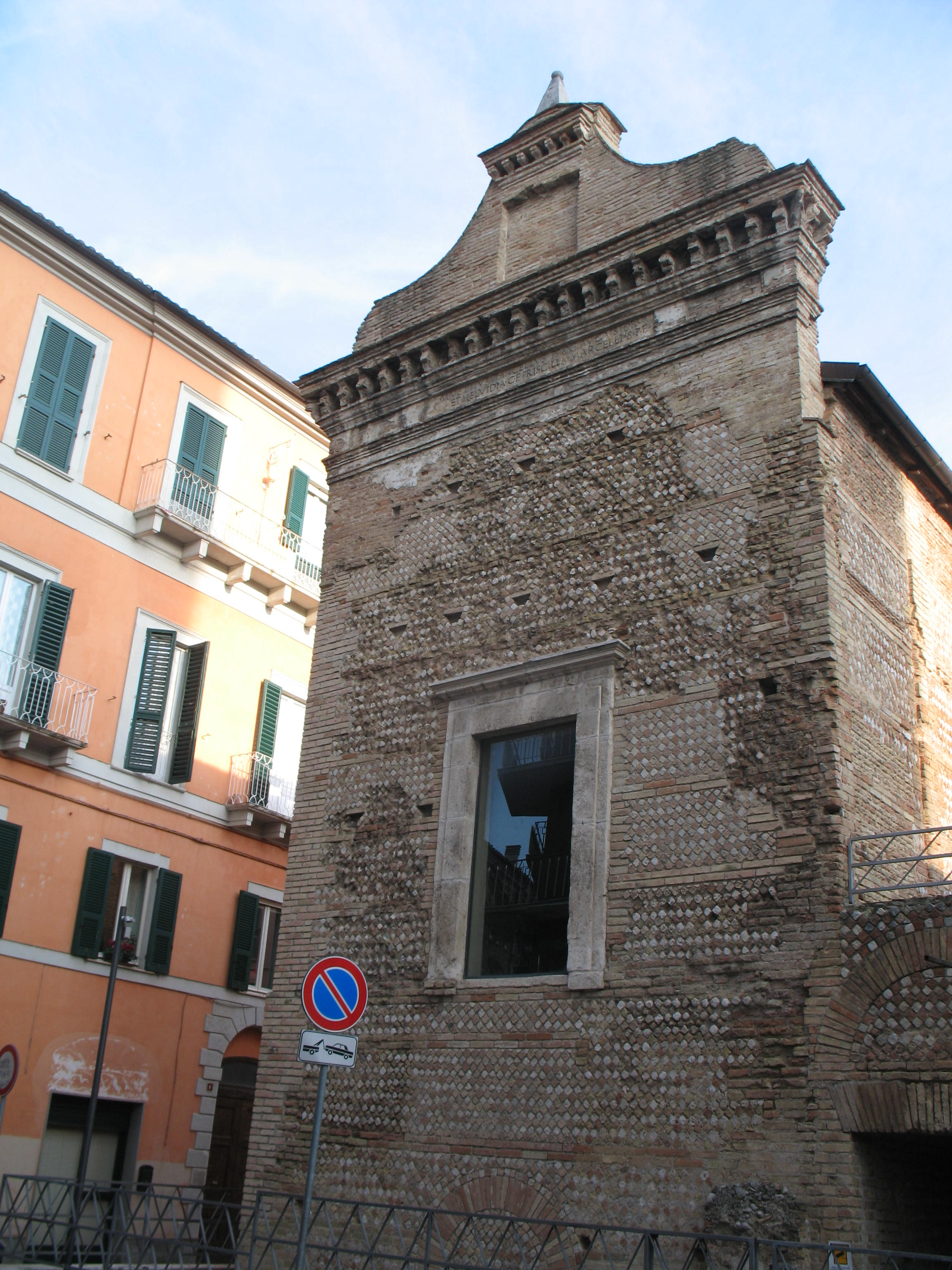
Il Tempio Maggiore

Durante il processo di romanizzazione della città dei Marrucini, l'esempio migliore è dato dalla munificenza della famiglia di Marco Vezio Marcello, la cui presenza è attestata dalla lapide del restauro del complesso dei Templi Romani, o Giulio-Claudi. Detti anche "tempietti di San Paolo", perché nel VII secolo vi fu ricavata la chiesa dei SS. Pietro e Paolo, seguendo lo stesso esempio della chiesa di San Pietro ad Alba Fucens, sono stati individuati con certezza da Desiderio Scerna con gli scavi degli anni '20 del XX secolo, quando la chiesa di San Paolo fu sconsacrata e liberata delle costruzioni successive. Nel 1997 durante i lavori di sventramento del quartiere San Paolo, fu riportato un ulteriore ambiente ipogeo. Si tratta del luogo di culto più antico di Chieti, ed è composto da tre tempietti limitrofi, più un pozzo sacro. I primi due constano di cella con pronao e cripta, mentre l'ultimo è costituito semplicemente da cella e cripta. Alcuni elementi fanno ipotizzare che siano stati costruiti esattamente nel I secolo a.C., con le mura in calcestruzzo del primo e secondo tempio, e l'suo dell'opus reticulatum per il restauro dei Vezii. Il terzo tempio appare più tardo, del III secolo d.C., quando a Teate la vecchia triade italica degli Dei sopra la Civitella venne definitivamente sostituita dal foro romano, con il completamento dei santuari della triade capitolina di Giove, Giunone e Minerva. Tuttavia le fondamenta di questo terzo tempio lasciano comprendere che un edificio sacro del IV secolo a.C. doveva esistere. Nel vano del secondo tempio c'è un pozzo sacro profondo 38 metri, nei vani delle cripte si sono conservate delle monete, frammenti scultorei, busti, pietre sepolcrali e iscrizioni. Il fronte dei tre templi è rivolto verso sud-est, l'antico foro, anticamente vi era un quarto tempio, dove oggi si trova il Palazzo delle Poste, e aveva pianta rettangolare del quale si può ammirare solamente la parte della cella in opus mixtum, con resti del pavimento in lastre di marmo. L'intervento restaurativo di Vezio Marcello e di Elvidia Priscilla si può leggere sull'iscrizione del frontone del tempio maggiore di Castore e Polluce, il più conservato, perché trasformato nella chiesa di San Paolo. Ha impianto rettangolare con facciata a coronamento orizzontale dal frontone con iscrizione ed architrave curvilinea, di epoca più tarda. Le finestre create sia sui lati che sull'abside, poi murate, sono rimaneggiamenti dell'epoca cristiana. Il materiale è in opus reticulatum. Un altro pozzo sacro si trovava in "Largo del Pozzo", oggi Piazza Valignani, e sorgeva dove oggi si trova la fontana luminosa.
I monumenti:
- Palazzo Croce e De Felice - Corso Marrucino
- Palazzo arcivescovile - Piazza Valignani
- Chiesa di San Domenico e Liceo classico "Giambattista Vico" - Piazzale Giambattista Vico
- Palazzo Fasoli - Piazzale Giambattista Vico
- Palazzo della Provincia (Corso Marrucino-Piazza Umberto I)
- Tempietti romani e Tempio dei Dioscuri - Piazza dei Templi Romani
- Palazzo delle Poste - via Fratelli Spaventa

### Rione San Gaetano
In precedenza era detto di Santa Caterina d'Alessandria, dal nome della chiesa di origini bizantine, edificata a pianta a croce greca nel cuore del quartiere, e così si chiamava anche la porta di accesso dalle mura, su via Asinio Herio. Nel XVII secolo la chiesa venne ricostruita daccapo, seguendo però l'impianto a croce greca, venendo dedicata a San Gateano Thiene. Il quartiere è relativamente piccolo, si compone occidentalmente di un semicerchio, con il perimetro murario si via Asinio Herio, di cui resta una casa-torre a pianta semicircolare, e l'altra parte occidentale si affaccia su via Marco Vezio Marcello, con il piazzale Costantino Barbella, su cui si affaccia il palazzo Durini.

### Colle Gallo

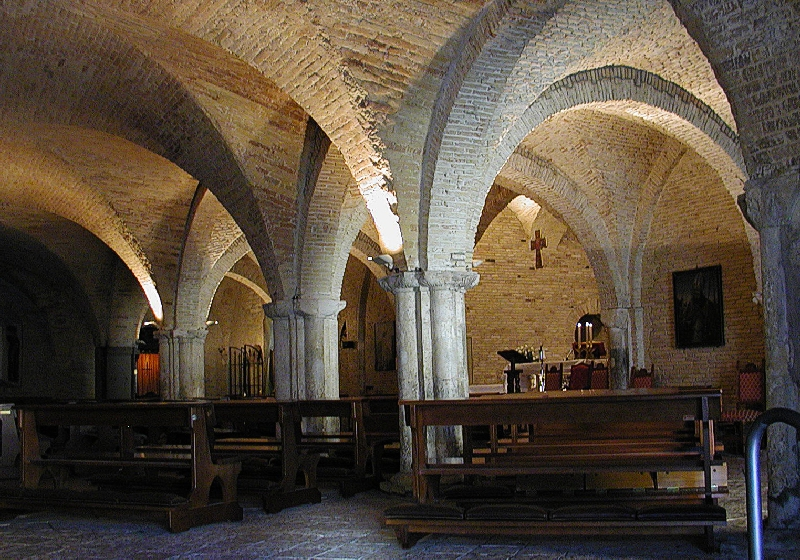
Cripta del Duomo di San Giustino

Il Colle Gallo, lontano dall'area di Largo Vezio Marcello, nel VI secolo fu l'area scelta dal vescovo Donato per la costruzione della Basilica di Santa Maria Madre di Dio, la prima realizzazione costruttiva della cattedrale di San Giustino. Dagli studi archeologici presso le fondamenta del Duomo attuale, si è scoperto che Donato avrebbe fatto realizzare la basilica seguendo il modello della basilica civile romana, a navata centrale e a pianta rettangolare, con due navatelle laterali; terminante con abside semicircolare. L'edificio era preceduto da un cortile quadriportico, sulla facciata si aprivano una serie di arcate con i portoni di ingresso. Infine sotto il presbiterio c'era la cripta, usata per venerare il corpo di Santo Giustino di Siponto, primo vescovo di Chieti, ricavata da una cisterna romana. L'arrivo dell'orda visigota nel V secolo provocò distruzioni, con l'arrivo di Teodorico nel 489 in Italia le sorti di Teate migliorarono, e si beneficò del nuovo sistema politico ostrogoto, la Cattedrale continuò a prosperare, mentre la città veniva dotata di uno "xenodochium" per ospitare gli stranieri, con cappella dedicata a Sant'Agata, detta ancora oggi "dei Goti", situata nel quartiere Trivigliano, prima parrocchia di questo agglomerato urbano, oggi noto come Porta Pescara o Porta Santa Maria.
Durante la guerra greco-gotica, la città cadde nuovamente in degrado, con il governo bizantino i monumenti principali vennero decorati seguendo la nuova corrente artistica, ma la cattedrale versò in grave dissesto, sicché il vescovo Venanzio grazie alle risorse personali attinse alle casse della diocesi, che nel frattempo aveva acquisito nel Sannio molto potere. Nel frattempo iniziò a sorgere un quartiere attorno al Duomo, e si ipotizza che già nel VI-VII secolo fosse sorto il Palazzo del Capitano di Giustizia accanto alla cattedrale, quello sopra cui sorge l'attuale costruzione neogotica degli anni '20, che già prima era stato varie volte riedificato. Passata sotto il ducato di Benevento, Chieti venne governata dal Conte Astolfo, il quale riportò la prosperità economica e favorendo le conversioni al cristianesimo, stipulando accordi col vescovo e la diocesi. Si ha notizia di un terremoto che colpì la cattedrale, che venne restaurata e ampliata, e dedicata a San Tommaso Apostolo, cui era dedicato lo scriptorium dei monaci. Si presume che col terremoto andarono distrutte le decorazioni dell'epoca bizantina.

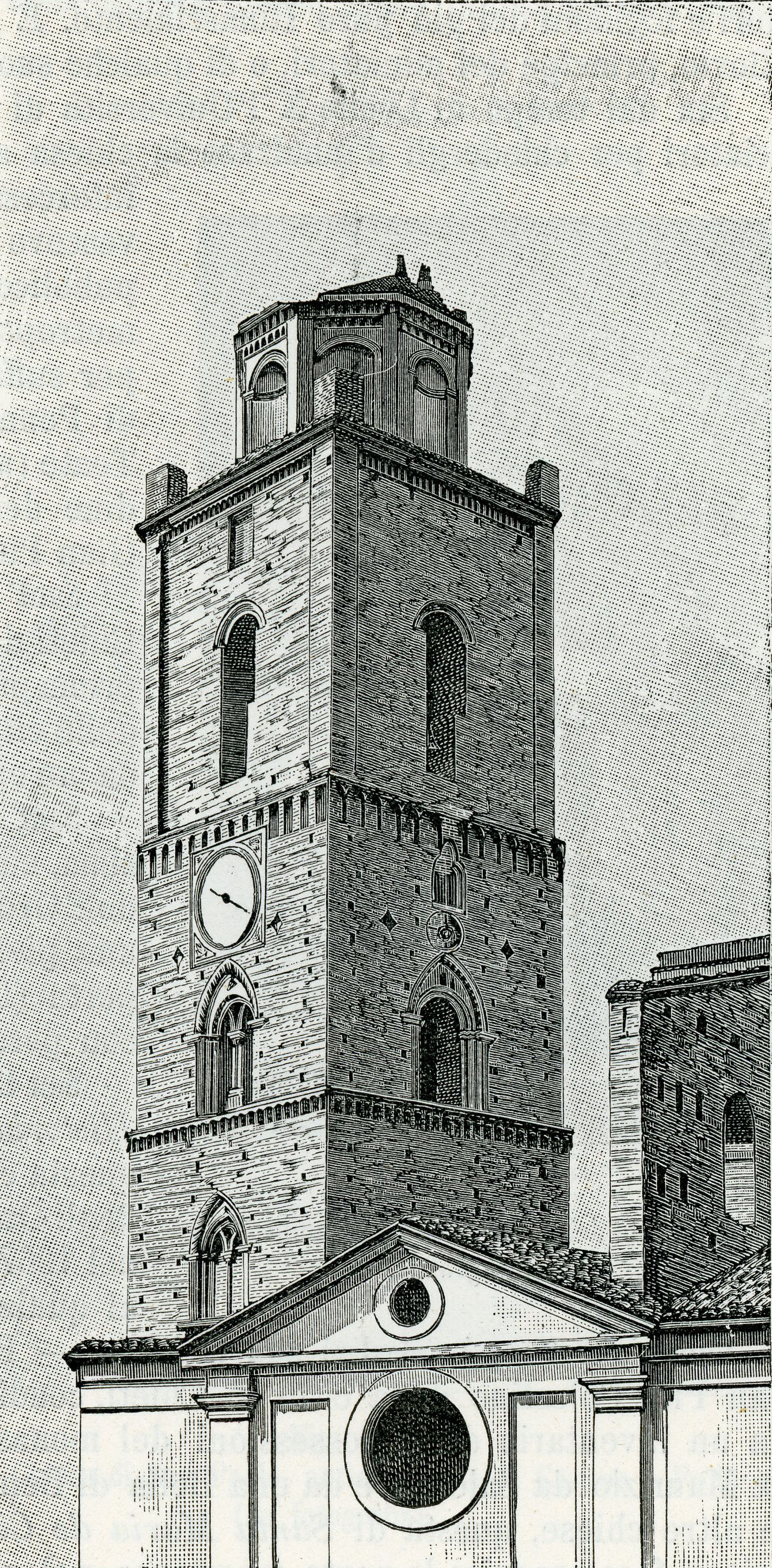
Il campanile della Cattedrale in un disegno ottocentesco

Durante la guerra del Papa contro il ducato di Benevento, dalla Francia venne chiamato il sovrano Carlo Magno, il quale spedì i suoi luogotenenti nelle città principali del ducato, tra cui Chieti, che venne saccheggiata e bruciata nell'801, nonostante le proteste del Conte Astolfo; la città verrà ricostruita, ma aggregata al neonato ducato di Spoleto dei Franchi. A causa del grave incendio della città, è difficile ricostruite le vicende della città dalla tarda epoca romana in poi, poiché i documenti della diocesi furono andati disperi o distrutti. A Chieti venne istituita una "marca" la forma di governo franco, e affidata al controllo del Conte Aldo, mentre la diocesi era sotto il vescovado di Tedorico suo fratello, il quale si adoperò per ricostruire la cattedrale, riconsacrata solennemente nel 1069 durante il governo dei Conti Attoni, mentre anche le altre chiese dei Santi Pietro e Paolo venivano ristrutturate. Si ipotizza che all'epoca (XI-XII secolo) la chiesa dovesse somigliare per aspetto al cenobio benedettino dell'abbazia di San Clemente a Casauria, fondato nell'872 sulla Valle della Pescara. Con sinodo del 7 maggio 1842 il vescovo Teodorico riconsacrò la cattedrale a San Giustino Confessore di Siponto.
L'area della piazza Grande, come detto ben presto divenne uno dei fulcri principali di Chieti, intitolata nel 1861 a Vittorio Emanuele II, e poi di nuovo durante il fascismo a San Giustino di Chieti. L'area del quartiere di Colle San Paolo - Colle Gallo era delimitata dalle mura lungo via Arniense, Largo Cavallerizza, viale Asinio Herio, via dei Vezii, i principali ingressi erano Porta Bocciaia allo sbocco di via Arniense su via Silvino Olivieri, secondo altri in via dei Crociferi, la seconda Porta Zunica a tre fornici introduceva alla piazza, l'ultima Porta Nubiculis (o Santa Caterina), introduceva al rione San Gaetano da via Asinio Herio.
Monumenti:
- Cattedrale di San Giustino - piazza San Giustino
- Palazzo di Giustizia - Piazza San Giustino
- Palazzo Mezzanotte - Piazza San Giustino - via Pollione
- Palazzo Obletter - Piazza San Giustino - via Pollione
- Palazzo Sirolli e Palazzo d'Achille - Piazza San Giustino
- Palazzo Arcivescovile e Torre di Colantonio Valignani - Piazza G. Valignani

### Rione Trivigliano o di Santa Maria

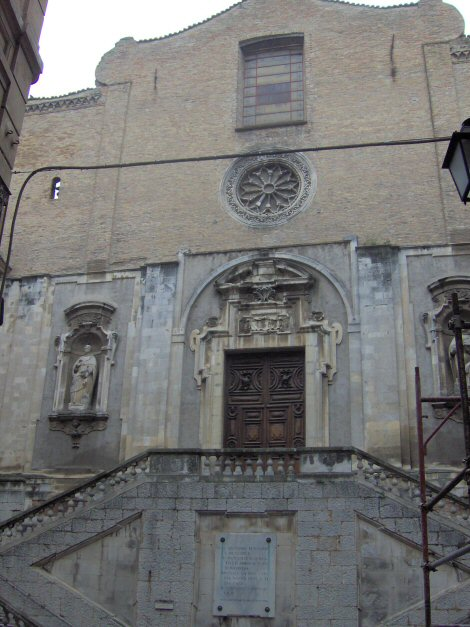
Facciata della chiesa di San Francesco al Corso, sede del monastero dei Francescani, affacciata sul corso Marrucino

È uno dei più grandi e meglio conservati della città storica, situato nell'area più settentrionale del centro, ha forma circolare, ricordo della sua fondazione medievale, abbraccia un colle circolare posto a nord ed è raggiungibile dalla direttrice del corso Marrucino, all'intersezione con via Arniense, scendendo via Toppi e percorrendo via di Porta Pescara o via degli Agostiniani. Gli accessi storici sono la Porta Pescara, di cui si conserva un arco monumentale con orologio, usato come stazione di pagamento del dazio per entrare da via Silvino Oliveri, e poi Porta Santa Maria, demolita nell'Ottocento, la più settentrionale di Chieti, accessibile dall'ex caserma Pierantoni (un tempo convento di Santa Maria).
Il quartiere sarebbe nato nel V secolo, quando fu eretta la chiesetta di Sant'Agata dalla tribù dei Goti, che aveva occupato il senato romano di Teate; in seguito un "castrum Tribullianum" è citato a partire dall'epoca franca, probabile sito di edificazione fortificata a "nido d'aquila" dopo l'incendio di Chieti nell'801 d.C. da parte di Pipino il Breve. Nell'epoca angioina del XIII-XIV secolo il quartiere prese sviluppo divenendo uno dei più popolosi della città, arrivando a occupare l'area circondata dalle mura di Porta Santa Maria e Porta Pescara. Il quartiere è accessibile dalla discesa di via Toppi, all'incrocio del corso Marrucino con via Arniense, il palazzo Toppi Sanità con la sua torre di guardia divide il rione in due tronconi, la porzione via degli Agostiniani che porta sulla piazzetta con questo monastero, e alla seguente caserma Santa Maria, l'altra strada conduce a Porta Pescara, di cui esistono l'accesso trecentesco, e la ricostruzione settecentesca nuova come gabella del dazio. A Oriente il quartiere mediante via Paradiso confina con il rione Terranova o Porta Sant'Anna.

### Rione di Porta Monacisca
Il quartiere occupa la parte est del centro, lungo il Corso Marrucino, partendo da Piazza Giangabriele Valignani, ex Largo del Pozzo, e continuando sino al Piano Sant'Angelo in Piazza Matteotti. Deve il nome alla strada di Porta Monacisca, ingresso delle mura che si trovava pressappoco dove si trova la nuova chiesa di Materdomini (1959), accessibile dall'ex Porta Sant'Andrea (Piazza Trento e Trieste) percorrendo via Principessa di Piemonte.

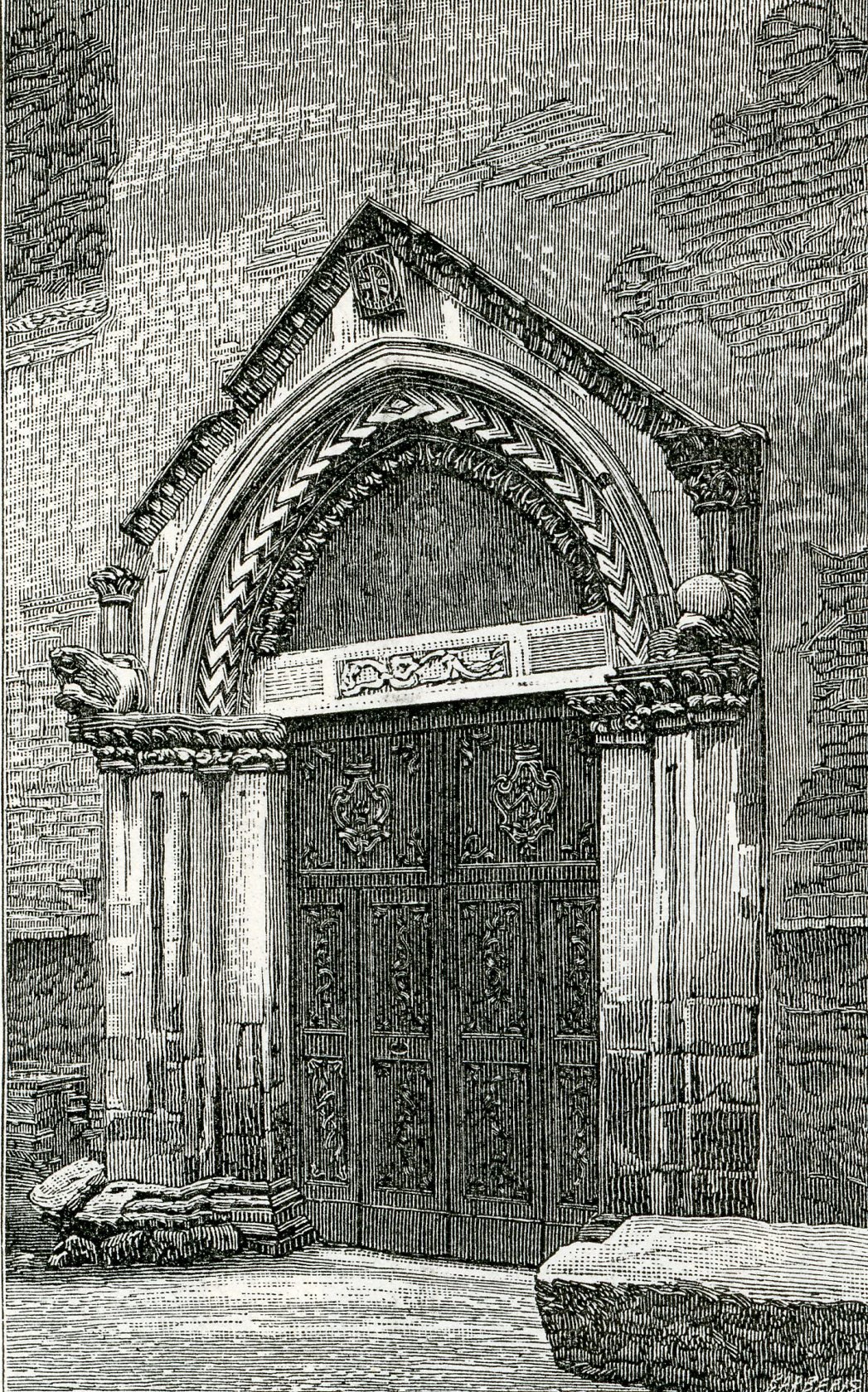
Incisione ottocentesca del portale gotico del 1375 della facciata della chiesa di Snt'Antonio abate, su via Arniense

Il nome "di San Giovanni" deriverebbe da dell'esistenza di un monastero dei Cavalieri di Malta, che sorgeva in Largo del Pozzo, fatto sta che all'epoca romana l'area era la periferia orientale di Teate, numerose sono state le sepolture rinvenute nell'ex via Ulpia, ossia il corso Marrucino settentrionale, al sagrato della chiesa di San Francesco, il "pozzo" era collegato a un altro grande ambiente sotterraneo usato come cisterna dell'acquedotto sotterraneo, e si trova sotto la Banca d'Italia, che fu costruita nel 1915 sopra l'antico palazzo universitario dei Duchi Valignani di Vacri.
Gli scorci di via De Lollis, via dello Zingaro, piazza Malta (anticamente il Mercatello della verdura), largo Cremonesi, fanno apparire questo quartiere come uno dei meglio conservati, soprattutto risparmiato dalla pulizia edilizia del risanamento del primo Novecento, che andò a colpire il corso Marrucino settentrionale.
Il quartiere è delimitato da una strada stretta che funge da corso principale: via Materdomini, accompagnata a via dello Zingaro (poi rinominata via Cesare De Lollis). Ad ovest confina con il quartiere Terranova o di Porta Sant'Anna, delimitato da Via Arniense.

### Rione Porta Sant'Anna o Sant'Angelo
Occupa una vasta parte a Nord del centro antico, prevalentemente poco abitata durante l'epoca romana, poiché sorge fuori dall'antica Via Ulpia, è compreso tra via Arniense, Piazza Matteotti (antico Piano Sant'Angelo), via Nicola da Guardiagrele, Piazza Garibaldi e via Alessandro Valignani, sino a raggiungere il Piazzale Sant'Anna presso il cimitero. Il nome deriva dalla scomparsa porta di Sant'Angelo, situata all'ingresso di via Arniense da piazza Matteotti (detto popolarmente "Piano Sant'Angelo"), seguendo il viale che portava al cimitero, dove si trova la chiesetta di Sant'Anna, da cui aveva il nome la porta scomparsa che immetteva a via Arniense da piazza Garibaldi.
L'area mediante del quartiere invece deve il nome alla fondazione longobarda, il piano Sant'Angelo, perché vi si trovava sino 1937 una chiesa dedicata a San Michele arcangelo, patrono dei longobardi. Infatti questo quartiere è di fondazione medioevale, in epoca romana era l'antica via sacra della necropoli dei patrizi e gente in vista che si trovava lungo via Alessandro Valignani, sino ad arrivare al cimitero monumentale, costruito nell'Ottocento.
Il nucleo originale è costituito da piazza Matteotti, in dialetto fetta piano Sant'Angelo, ma anche Largo Carisio; nel XVII secolo si sviluppò la porzione settentrionale di via Arniense, e dei monasteri di Santa Chiara, della Confraternita dell'Addolorata, e il convento dei Cappuccini, proprio all'imbocco della strada da porta Sant'Anna, altezza del fianco della chiesa di Sant'Antonio abate. Resti di una torre cilindrica della difesa muraria sono ancora visibili in via Nicola da Guardiagrele.
Alla fine dell'Ottocento il quartiere si sviluppò fuori le mura, in direzione cimitero, fu realizzata la piazza Garibaldi, con la caserma di fanteria Vittorio Emanuele II, poi la via Alessandro Valignani, che si popolò soltanto negli anni del dopoguerra, costituisce oggi la strada maggiore di un sobborgo a sé, con l'istituto tecnico statale "Luigi di Savoia" e la parrocchia del Sacro Cuore di Gesù. Vi si trova anche lo storico ex ospedale civile "Santissima Annunziata" attualmente sede ASL e centro di primo soccorso.
I monumenti principali di questo quartiere si affacciano sulla strada maestra di via Arniense, la chiesa parrocchiale di Sant'Antonio, la chiesa di Santa Chiara, la via Sette Dolori, le "quattro strade" presso l'antico seminario diocesano, incrocio col corso Marrucino.

### Il Corso Marrucino e Largo del Pozzo
L'attuale denominazione della piazza "Giangabriele Valignani", storicamente detta dal Medioevo "Largo del Pozzo", fu raggiunta negli anni '30 del Novecento. In fotografie storiche la piazza si presentava ad aspetto triangolare, a nord vi era l'interruzione con Via Ulpia, ossia la parte settentrionale del corso Marrucino, con la scalinata della chiesa di San Francesco d'Assisi, che andava a incrociarsi con via Arniense. Le abitazioni, di cui è possibile tracciare una mappa grazie a disegni settecenteschi, e dei piani regolatori della seconda metà dell'Ottocento per il risanamento della città, erano la Casa Francese e l'ex chiesa di San Giovanni Battista dei Cavalieri di Malta, che dava il nome a tutto il rione settentrionale e orientale di Porta Monacisca.

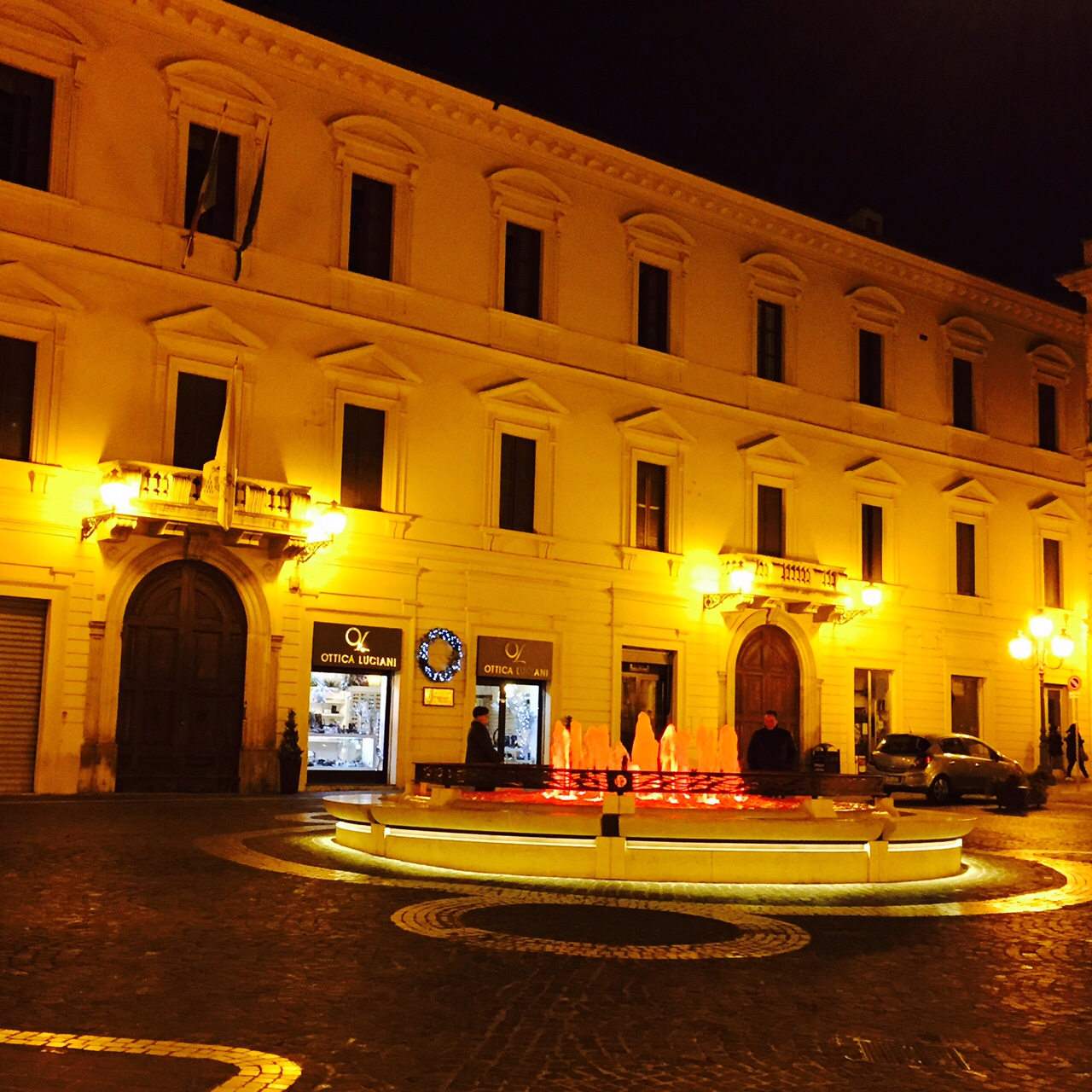
Palazzo arcivescovile e piazza Valignani in notturna

Vi erano due biforcazioni, via dello Zingaro, così dedicata al pittore e scultore Antonio Solario di Chieti, detto "lo Zingaro" perché viaggiò sempre per committenze, lavorando molto nel nord Italia e in Europa, attualmente la strada è Via Cesare de Lollis, in ricordo dello studioso di Casalincontrada (CH), e poi l'ex via degli Orefici, poi reintitolata ad Asinio Pollione, così denominata per la presenza di varie botteghe di gioiellieri, di cui resta la gloria della Gioielleria Fasoli (XIX secolo). Un'icona votiva della Madonna col Bambino posta su un muro, risalente al XVII secolo, presenta un rosario a gioielli, in segno di protezione verso gli artigiani.
I lavori del primo Novecento previdero la demolizione degli edifici che ostruivano il passaggio da Largo del Pozzo alla via Ulpia, inoltre venne allargato il corso Marrucino sud (allora corso Galiani), con la demolizione di varie case popolari, tra cui lo sventramento quasi totale di Piazzale Giambattista Vico, di cui si conserva di originale solo il Palazzo Fasoli.
Condomini e palazzi di gusto umbertino furono ricostruiti, come il Palazzo Croce, Palazzo De Felice, Palazzo Henrici, seguendo i canoni architettonici eclettici, di gusto neoclassico o liberty, il nuovo corso Marrucino fu inaugurato con la costruzione di due palazzi realizzati a mo' di apertura scenografica verso il cupolone di San Francesco: palazzo Francolise-Desiderio.
Il Palazzo dell'Università dei Valignani di Vacri era una modesta costruzione, molto monumentale, che occupava tutto l'isolato di Largo del Pozzo sud-est, via Cauta a piazza Umberto I, aveva impianto quadrato irregolare, gli interni con grandi sale, e la facciata decorata in stile semplice ottocentesco, con ordine regolare di finestre, e parte bassa fasciata in bugnato, e ordine di aperture per le botteghe, più l'apertura centrale ad arco a tutto sesto, di dimensioni maggiori. Stando sopra una grande cisterna romana sotterranea, il palazzo nel 1913 ebbe un cedimento e pertanto fu abbattuto, sicché si concordò con i Domenicani, da tempo impegnati in un lungo contenzioso contro la Prefettura di Chieti, la demolizione anche della chiesa di San Domenico per l'edificazione del Palazzo della Provincia, ancora inesistente, ma ospitato nella Prefettura, che dal 1860 stava nell'ex monastero domenicani, in piazza Umberto I.
Da una parte fu costruito il Banco di Napoli, poi Banca d'Italia con i caratteristici portici alla piemontese, dall'altra la chiesa storica di San Domenico andò per sempre distrutta, le quattro statue monumentali ospitate nelle nicchie della facciata furono spostate due nella facciata di San Francesco al Corso, altre presso la nuova chiesa di San Domenico che si trovava più a sud sul corso Marrucino, ex chiesa di Sant'Anna dei Padri Scolopi. Per fortuna il ciclo di affreschi due-trecenteschi che abbelliva l'interno della chiesa scomparsa fu staccato e conservato nel Palazzo Martinetti Bianchi, e dal 1976 fanno parte della collezione del Museo "Costantino Barbella".